# 藤田医科大学七栗記念病院
藤田医科大学七栗記念病院（ふじたいかだいがくななくりきねんびょういん）は、三重県津市にある病院である。

## 概要
学校法人藤田学園が運営する、藤田医科大学の第三教育病院と位置づけられている。旧名称はサナトリウムであるが、ホスピス（緩和ケア）やリハビリテーションが主である。日本医療機能評価機構認定病院。2024年5月時点、三重県選挙管理委員会より、不在者投票のできる施設の一つとして指定されている。

## 沿革
- 1987年（昭和62年） - 藤田学園保健衛生大学七栗サナトリウム開設。
- 1991年（平成3年） - 藤田保健衛生大学七栗サナトリウムと改称。
- 2016年（平成28年） - 藤田保健衛生大学七栗記念病院と改称。
- 2018年（平成30年） - 藤田医科大学七栗記念病院と改称。

## 診療科目
- 内科
- 外科
- 歯科
- リハビリテーション科

## 医療機関の指定等
- 保険医療機関
- 労災保険指定医療機関
- 指定自立支援医療機関（育成医療）
- 身体障害者福祉法指定医の配置されている医療機関
- 生活保護法指定医療機関
- 戦傷病者特別援護法指定医療機関
- 原子爆弾被害者一般疾病医療取扱医療機関
- 公害医療機関

## 交通アクセス
- 近鉄名古屋線 久居駅よりバス。「下村経由榊原車庫前行」又は「榊原温泉口駅行」行きに乗車、「七栗記念病院前」バス停で下車、所要時間は約20分。
  - 経由しない便を利用する場合、「七栗記念病院口」バス停で下車、徒歩で約5分。
- 近鉄大阪線・名古屋線・山田線 伊勢中川駅よりタクシー。

## 関連病院 ・診療所
- 藤田医科大学病院
- 藤田医科大学ばんたね病院
- 藤田医科大学中部国際空港診療所
- 藤田医科大学岡崎医療センター